# Кодовое название «Нектар»
«Кодовое название „Нектар“» (пол. Kryptonim Nektar) — польский чёрно-белый художественный фильм, криминальная комедия 1963 года.

## Сюжет
Яцек — журналист «Эха Варшавы». Он следит за шайкой обманщиков, которые выкупают и разбавляют прохладительные напитки, чтобы перепродавать их с огромной прибылью во время жары под названием «Нектар». След ведёт на вроцлавскую кинофабрику. Шайка прячет там свои доходы, превращённые в драгоценности. Только благодаря тому, что кроме журналиста за шайкой наблюдал специальный агент милиции, в итоге всё кончается хорошо.

## В ролях
- Богумил Кобеля — Яцек, журналист
- Веслава Мазуркевич — Эва Сенницкая, сестра Яцека
- Збигнев Яблонский — ювелир Сенницкий, шурин Яцека
- Зыгмунт Хмелевский — главный редактор «Эха Варшавы»
- Яцек Федорович — журналист
- Халина Ковальская — секретарша в редакции
- Збигнев Юзефович — капитан милиции
- Божена Куровская — Агнешка Крушина, актриса
- Алиция Зоммер — Алиция, актриса
- Стефан Бартик — швейцар в фабрике фильмов
- Барбара Рахвальская — кинорежиссёр
- Роман Сыкала — кинорежиссёр
- Хенрик Клюба — кинорежиссёр
- Станислав Мильский — Стасинек, реквизитор
- Ярема Стемповский — Феликс Дымек, граф
- Янина Махерская — тётка Феликса Дымека, киоскерша
- Тадеуш Косударский — Теодор Брыльчи, дантист
- Здзислав Лесняк — Виктор Фагас
- Рышард Петруский — Струць, компаньон Фагаса
- Януш Клосиньский — компаньон Фагаса
- Людвик Бенуа — приятель Фагаса
- Кшиштоф Хамец — официант
- Данута Водыньская — продавщица
- Ванда Якубиньская — клозетная
- Кристина Фельдман — хозяйка кошек
- Юзеф Лодыньский — врач
- Тереса Ижевская — монахиня
- Юзеф Перацкий — пассажир